# Szczeżar 2
Szczeżar 2 (biał. Шчэжар 2; ros. Щежерь 2) – wieś na Białorusi, w obwodzie mohylewskim, w rejonie mohylewskim, w sielsowiecie Kadzina.